# 下荒洞門

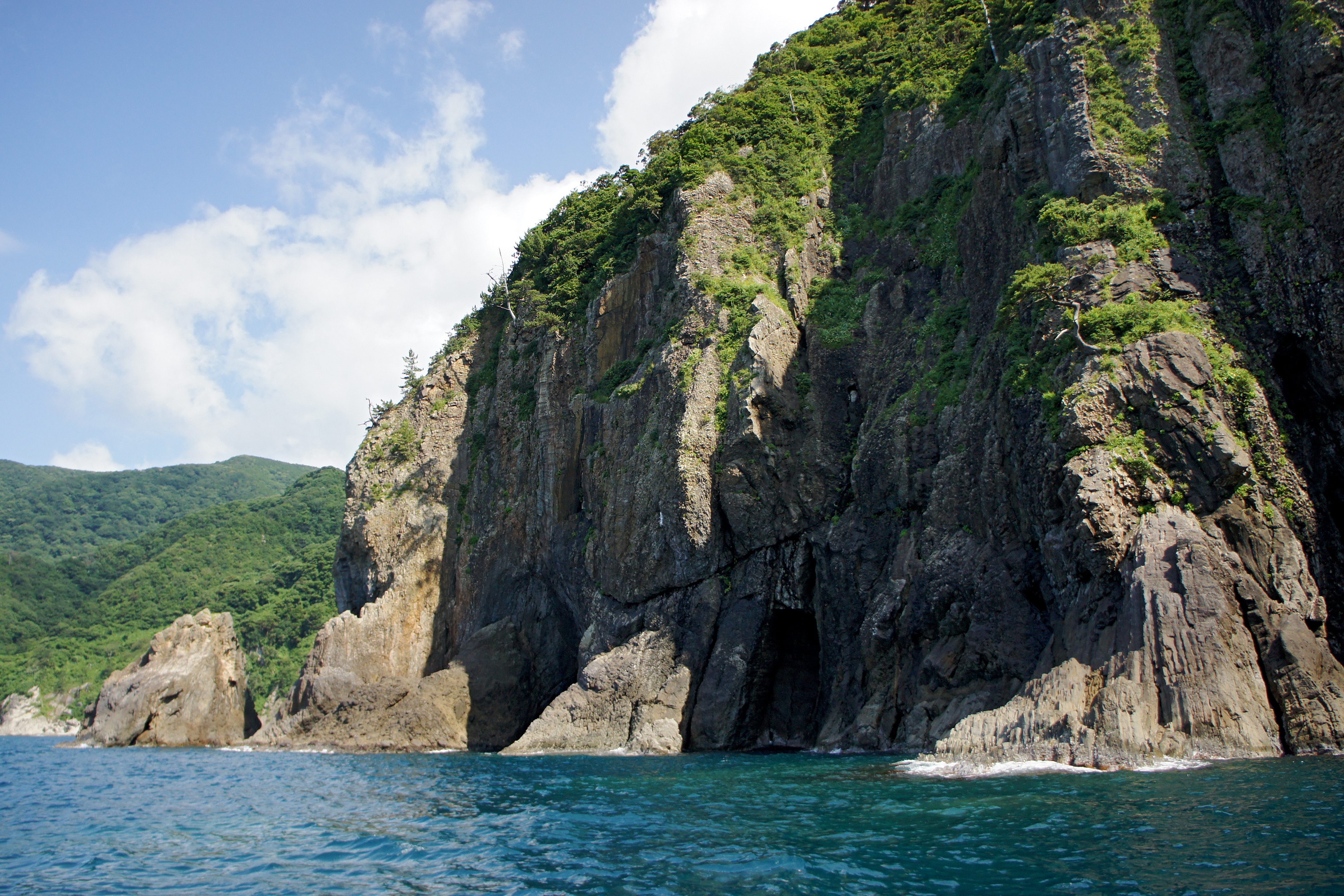
洞門全景

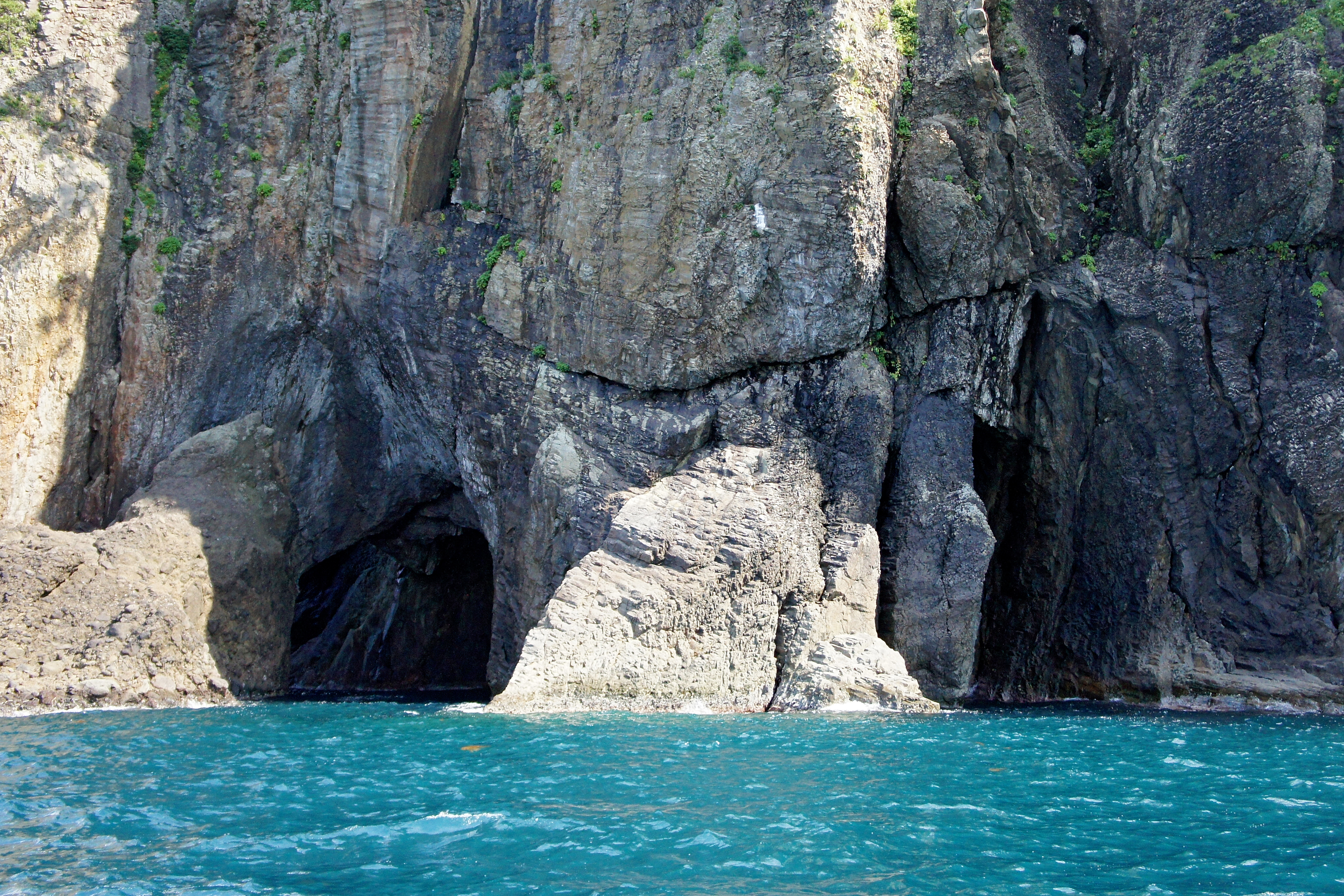
洞門入口

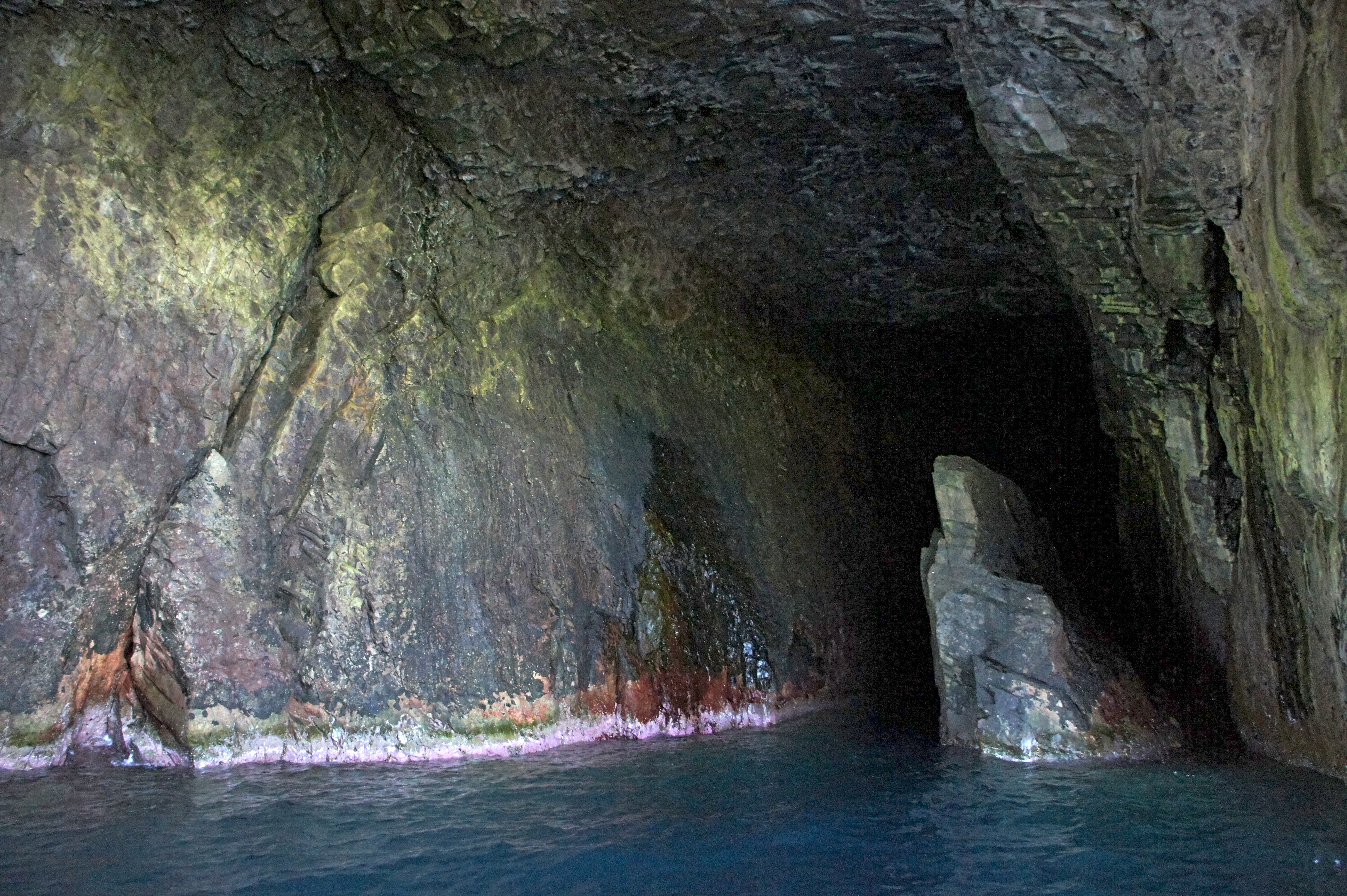
洞門内部

下荒洞門（したあらどうもん）は、兵庫県新温泉町の但馬御火浦にある海食洞。山陰海岸国立公園および山陰海岸ジオパークに属する。

## 概要
集塊岩と安山岩の岩脈が交差し崩落して形成された海食洞で、玄武岩柱状節理の島である三尾大島の東対岸に位置する。
洞門入口は2箇所あり、東西に貫通している。
西側入口は幅12m、高さ17m、長さが63mと大きく、波に浸食された地面は海面下深くにあるため、遊覧船が進入できる。

## 交通アクセス
- 山陰本線 浜坂駅徒歩15分で、遊覧船乗り場

## 周辺
- 但馬御火浦
  - 三尾大島、旭洞門、釣鐘洞門
- 香住海岸
  - 餘部埼灯台、鎧の袖